# Darbhanga (Division)
Darbhanga ist eine Division im indischen Bundesstaat Bihar. Sie hat ihren Verwaltungssitz in Darbhanga.

## Distrikte
Die Division  besteht aus vier Distrikten:
| Distrikt   | Hauptstadt | Fläche in km² | Einwohner (Stand: 2001) | Bev.-Dichte in E/km² |
| ---------- | ---------- | ------------- | ----------------------- | -------------------- |
| Begusarai  | Begusarai  | 1.918         | 2.349.366               | 1.222                |
| Darbhanga  | Darbhanga  | 2.279         | 3.285.493               | 1.442                |
| Madhubani  | Madhubani  | 3.501         | 3.570.651               | 1.020                |
| Samastipur | Samastipur | 2.904         | 2.716.929               | 936                  |